# Bela Crkva (općina)
Općina Bela Crkva je jedna od općina u Republici Srbiji. Nalazi se u AP Vojvodini i spada u Južnobanatski okrug. Po podacima iz 2004. općina zauzima površinu od 353 km² (od čega na poljoprivrednu površinu otpada 27.652 ha, a na šumsku 2.730 ha). Centar općine je grad Bela Crkva. Općina Bela Crkva se sastoji od 14 naselja. Po podacima iz 2002. godine u općini je živjelo 20.367 stanovnika, a prirodni priraštaj je iznosio -5.2 %. Po podacima iz 2004. broj zaposlenih u općini iznosi 3.237 ljudi. U općini se nalazi 13 osnovnih i 4 srednjih škola.

## Naseljena mjesta
- Banatska Palanka
- Banatska Subotica
- Bela Crkva
- Vračev Gaj
- Grebenac
- Dobričevo
- Dupljaja
- Jasenovo
- Kajtasovo
- Kaluđerovo
- Kruščica
- Kusić
- Crvena Crkva
- Češko Selo

## Etnička struktura
- Srbi (76,85%)
- Rumunji (5,4%)
- Česi (3,99%)
- Romi (3,03%)
- Mađari (2,25%)
- Jugoslaveni (1,38%)